# Chrysobothris caurina
Chrysobothris caurina es una especie de escarabajo del género Chrysobothris, familia Buprestidae. Fue descrita científicamente por Horn en 1886.
Se encuentra en América del Norte.